# Myrhessus mirabilis
Myrhessus mirabilis är en skalbaggsart som beskrevs av Vladimir Balthasar 1955. Myrhessus mirabilis ingår i släktet Myrhessus och familjen Aphodiidae. Inga underarter finns listade i Catalogue of Life.